# Spedizione di Qatan
La spedizione di Qaṭan (in arabo سرية ﻗﻄﻦ‎?, Sariyyat Qatan) fu un'azione bellica organizzata da Maometto nel muharram del 4 dell'Egira (equivalente al 13 giugno 625).
La gravissima sconfitta di Uhud suggerì ai Banū Asad del Najd di colpire Medina e i musulmani.
Informato però da un appartenente alla tribù dei Banū Ṭayy di quanto si andava progettando, Maometto decise di prevenire gli Asad, organizzando un'immediata azione. Affidò il comando di 150 uomini (tra cui due cugini del Profeta e Arqam ibn Abi l-Arqam) al suo Compagno ʿAbd Allāh b. ʿAbd al-Asad, detto Abū Salama, ancora convalescente per una brutta ferita all'avambraccio, ricevuta a Uhud.
Gli Asad non furono colti di sorpresa, perché gli attaccanti si fecero tentare dalla razzia di alcuni loro dromedari, e gli scontri non provocarono molti morti, risolvendosi in una banale razzia di pecore e dromedari.
Sulla strada di ritorno la ferita del comandante musulmano si riaprì e ʿAbd Allāh b. ʿAbd al-Asad morì alcuni mesi dopo, il 26 Jumada II / 3 dicembre 625, mentre la compagine islamica era ancora sulla strada di ritorno.